# Новая Буря
Новая Буря (фин. Uusi Puura) — деревня в  Лопухинском сельском поселении Ломоносовского района Ленинградской области.

## История
Впервые упоминается как деревня Bura Nouaia by в Заможском погосте в шведских «Писцовых книгах Ижорской земли» 1618—1623 годов.
На карте Ингерманландии А. И. Бергенгейма, составленной по шведским материалам 1676 года, обозначена церковная деревня Nova Bura. В деревне находилась кирха, центр лютеранского прихода Ууси Пуура (фин. Uusi Puura).
На шведской «Генеральной карте провинции Ингерманландии» 1704 года упоминаются: деревня Novabura bÿ, мыза Novabura hof и церковь Bura Kÿrkia.
Мыза Нова Бура обозначена на «Географическом чертеже Ижорской земли» Адриана Шонбека 1705 года.
Деревня и мыза Новая Буря упомянуты на карте Ингерманландии А. Ростовцева 1727 года.
В 1748—1752 годах деревянная кирха и пасторат были перенесены из деревни Новая Буря в соседнюю деревню Серепетта (Жеребятки).
Деревня Новая Буря упоминается на карте Санкт-Петербургской губернии Я. Ф. Шмидта 1770 года.
Мыза Новобурская нанесена на карте Санкт-Петербургской губернии 1792 года А. М. Вильбрехта.
Деревня являлась вотчиной императора Александра I, из которой в 1806—1807 годах были выставлены ратники Императорского батальона милиции.
Согласно 6-й ревизии 1811 года одна мыза Новобурская принадлежала Ивану Филипповичу Беку, вторая мыза Новобурская принадлежала тайному советнику А. А. Бибикову.
Согласно 8-й ревизии 1833 года мыза Новая Буря принадлежала тайному советнику В. С. Гревецкому.
На карте Санкт-Петербургской губернии Ф. Ф. Шуберта 1834 года обозначена деревня Ижорская или Новая Буря, состоящая из 37 крестьянских дворов.

НОВАЯ-БУРЯ — мыза и деревня принадлежат тайному советнику Грушецкому, число жителей по ревизии: 105 м. п., 102 ж. п. (1838 год)

В пояснительном тексте к этнографической карте Санкт-Петербургской губернии П. И. Кёппена 1849 года она записана как деревня Neu Boru (Новая Буря) и указано количество её жителей на 1848 год: ижоры — 41 м. п., 58 ж. п., всего 99 человек, которые относились к православному Медушскому Троицкому приходу.
Согласно карте профессора С. С. Куторги 1852 года деревня называлась Новая Буря.

БУРЯ НОВАЯ — деревня капитана Вяткина, по просёлочной дороге, число дворов — 31, число душ — 108 м. п. (1856 год)

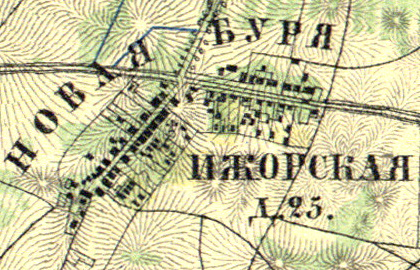
План деревни Новая Буря. 1860 год

Согласно «Топографической карте частей Санкт-Петербургской и Выборгской губерний» в 1860 году деревня Новая Буря включала в себя деревню Ижорская, которая насчитывала 25 крестьянских дворов, в центре деревни находилась часовня.

БУРЯ НОВАЯ — мыза владельческая при ключах, число дворов — 2, число жителей: 11 м. п., 11 ж. п.
 
БУРЯ НОВАЯ — деревня владельческая при колодцах, число дворов — 30, число жителей: 117 м. п., 127 ж. п. (1862 год)

В 1866 году временнообязанные крестьяне деревни выкупили свои земельные наделы у А. Н., А. Н., М. П., Е. П. и П. П. Киселёвых и стали собственниками земли.
В 1868 году свои земельные наделы временнообязанные крестьяне деревни выкупили у великой княгини Елены Павловны.
В 1885 году деревня насчитывала 29 дворов.
Согласно материалам по статистике народного хозяйства Петергофского уезда 1887 года мыза Новая Буря площадью 900 десятин принадлежала вдове инженер-капитана Е. Г. Вяткиной, она была приобретена до 1868 года, мельница и кузница сдавались в аренду. Кроме того, находившийся там же участок Каменка, площадью 60 десятин, принадлежал наследникам купца И. Ф. Каменского, участок был приобретён до 1868 года, на нём находились постоялый двор и мелочная лавка.
В конце XIX века деревня административно относилась к Медушской волости 2-го стана Петергофского уезда Санкт-Петербургской губернии, в начале XX века — 3-го стана. По приходским данным население деревни было смешанным — финско-русским.
По данным «Памятной книжки Санкт-Петербургской губернии» за 1905 год мыза Новая Буря принадлежала Всеволоду Сергеевичу Вяткину — 297 десятин и наследникам Вяткиной, Алексею и Серафиму — 303 десятины. Кроме того Новобурская дача площадью 1575 десятин принадлежала герцогам Мекленбург-Стрелицким и принцессе Саксен-Альтенбургской.
К 1913 году количество дворов в деревне увеличилось до 44.
С 1917 по 1923 год деревня входила в состав Бурского сельсовета Медушской волости Петергофского уезда.
С 1923 года в составе Троцкого уезда.
С 1924 года в составе Центрального сельсовета.
Согласно данным переписи населения СССР 1926 года в деревне Новая Буря проживали 347 человек — большинство русские, а также эстонцы и поляки. В расположенной к югу от неё, ныне исчезнувшей деревне Старая Буря проживали 150 человек — большинство эстонцы, а также русские и финны.
С февраля 1927 года в составе Гостилицкой волости. С августа 1927 года в составе Ораниенбаумского района.
В 1928 году, согласно областным административным данным, население деревни Новая Буря составляло 497 человек.

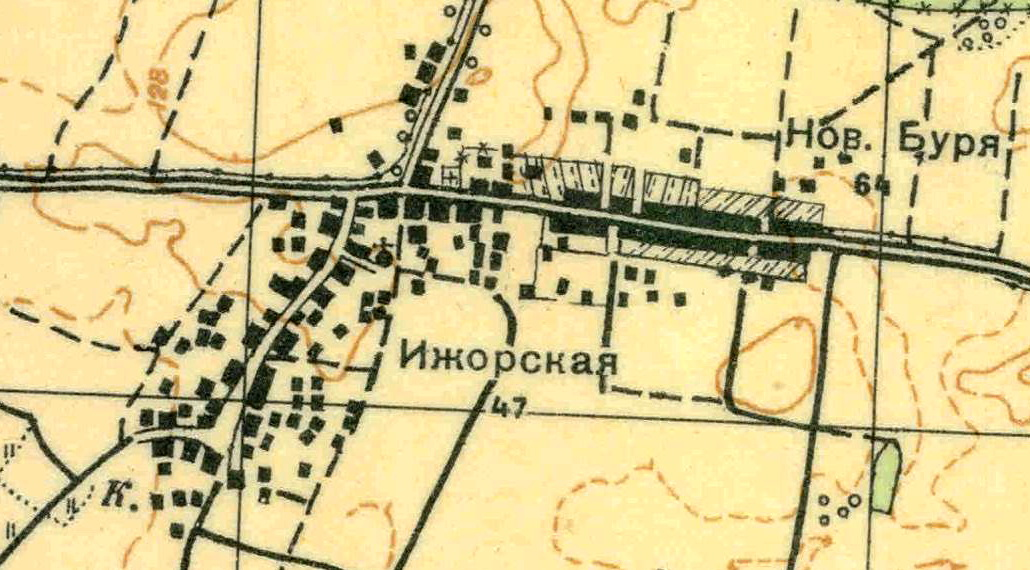
План деревни Новая Буря. 1930 год

Согласно топографической карте 1930 года деревня насчитывала 64 двора, смежная с ней деревня Ижорская насчитывала 47 дворов, в ней находилась часовня.
По данным 1933 года деревня Новая Буря входила в состав Центрального сельсовета Ораниенбаумского района.
Деревня была освобождена от немецко-фашистских оккупантов 27 января 1944 года.
С 1950 года в составе Заостовского сельсовета.
С 1960 года в составе Лопухинского сельсовета.
С 1963 года в составе Гатчинского района.
С 1965 года вновь в составе Ломоносовского района. В 1965 году население деревни Новая Буря составляло 235 человек.
По данным 1966, 1973 и 1990 годов деревня Новая Буря также входила в состав Лопухинского сельсовета.
В 1997 году в деревне Новая Буря Лопухинской волости проживали 20 человек, в 2002 году — 26 человек (русские — 80 %), в 2007 году — 25.

## География
Деревня расположена в юго-западной части района на автодороге 41К-008 (Петродворец — Криково), к востоку от административного центра поселения, деревни Лопухинка.
Расстояние до административного центра поселения — 3 км.
Расстояние до ближайшей железнодорожной станции Копорье — 30 км.

## Демография
| 1862 | 2002 | 2007 | 2010 | 2017 |
| ---- | ---- | ---- | ---- | ---- |
| 244  | ↘26  | ↘25  | ↗30  | ↗35  |

## Улицы
Полевая, Шоссейная.